# Enric Serra i Llobet
Enric Serra i Llobet   (Barcelona, 1940 - Barcelona, 22 de gener de 2023) fou un baríton català amb una trajectòria internacional, especialitzat en rols operístics còmics i de caràcter.
Va estudiar amb E. Scampini, M. Valls, C. Bracons de Colomer i G. Becchi, fins que va debutar el 1966 al Gran Teatre del Liceu de Barcelona, fent un rol secundari de l'òpera Carmen. El 1969 obtingué el primer premi d'interpretació en un concurs de Ràdio Nacional d'Espanya. Va tenir continuïtat en els papers lírics al Liceu de Barcelona, però també en gires a Europa i Amèrica del Sud: el 1972 actuà amb Josep Carreras i Montserrat Caballé al Royal Festival Hall de Londres, i poc després també amb ells a París. A més d'òperes, també va fer de solista en diverses cantates i oratoris.